# Anthene amarah
Anthene amarah is een vlinder uit de familie van de Lycaenidae. De wetenschappelijke naam van de soort is voor het eerst geldig gepubliceerd in 1847 door Guérin-Meneville.